# 432
| [ Edytuj tabelę ] |                                            |
| Cesarz Bizancjum  | - 408 Teodozjusz II 450                    |
| Król Franków      | - 426 Klodian 447                          |
| Władca Guptów     | - 414 Kumaragupta 455                      |
| Władca Korei      | - 413 Changsu 491                          |
| Król Munsteru     | - 431 Nad Froích 453                       |
| Papież            | - 422 Celestyn I 432 - 432 Sykstus III 440 |
| Król Persji       | - 420 Bahram V 439                         |
| Cesarz Rzymu      | - 425 Walentynian III 455                  |
| Król Wandalów     | - 428 Genzeryk 477                         |
| Król Wizygotów    | - 419 Teodoryk I 451                       |

Rok 432 / CDXXXII
stulecia: IV wiek ~
V wiek ~
VI wiek

lata: 422 «
427 «
428 «
429 «
430 «
431 «
432
» 433
» 434
» 435
» 436
» 437
» 442

## Wydarzenia
Bliski Wschód
- Wzniesiono Kościół św. Eliana w Himsie.

Europa
- 31 lipca – Sykstus III wybrany na papieża.

## Zmarli
- 27 lipca – Celestyn I, papież